# Поташня (Винницкая область)
Пота́шня (укр. Поташня, пол. Potasznia) — село на Украине, находится в Бершадском районе Винницкой области.
Код КОАТУУ — 0520484003. Население по переписи 2022 года составляет 1147 человек. Почтовый индекс — 24461. Телефонный код — 4352.
Занимает площадь 23,248 км².

## Адрес местного совета
24461, Винницкая область, Бершадский р-н, с. Поташня, ул. Ленина, 54